# Allan Ullman
Pour les articles homonymes, voir Ullman.
Allan Ullman, né le 18 novembre 1908 et mort le 15 mars 1982 à East Hampton, dans l’État de New York, est un auteur américain de roman policier. Il a également signé du pseudonyme Sandy Alan un ouvrage de littérature d’enfance et de jeunesse.

## Biographie
Il fait ses études supérieures à l’université de Pennsylvanie. Entre 1931 et 1934, il travaille comme libraire, puis quitte cet emploi pour travailler au département publicité du magazine Time . En 1947, il est embauché par l’éditeur Random House pour s’occuper du secteur de la promotion et de la publicité. À partir de 1953, il occupe pour dix ans un poste d’assistant-directeur au Book of the Month Club (en), avant d'être jusqu’en 1975 le directeur littéraire de la division des livres éducatifs du New York Times.
Sa carrière littéraire se résume à la rédaction de novélisations de scénarios de cinéma, notamment deux thrillers en collaboration avec Lucille Fletcher.  Il a également fait paraître un conte situé aux Indes, The Plaid Peacock (1965), sous le pseudonyme de Sandy Alan.

## Œuvre

### Romans
- Sorry, Wrong Number (1948), en collaboration avec Lucille Fletcher Publié en français sous le titre Raccrochez, c'est une erreur, Paris, Éditions de la Paix, coll. Police judiciaire no 10, 1949 ; réédition, Paris, J'ai lu policier no 10, 1968 ; réédition, Paris, Librairie des Champs-Élysées, Le Masque no 2075, 1992
- Night Man (1951), en collaboration avec Lucille Fletcher Publié en français sous le titre L'Homme de la nuit, Lausanne, Ditis, coll. Détective Club-Suisse no 75, 1951 ; réédition, Paris, Ditis, coll. Détective Club no 44, 1951 ; réédition, Paris, J'ai lu no 38, 1965 ; réédition, Paris, Librairie des Champs-Élysées, coll. Le Masque no 2207, 1994
- Naked Spur (1955), en collaboration avec Rolfe Bloom

### Littérature d’enfance et de jeunesse
- The Plaid Peacock (1965)

## Sources
- Biographie et bibliographie
- (en) Biographie et bibliographie